# Hội Đông y Việt Nam

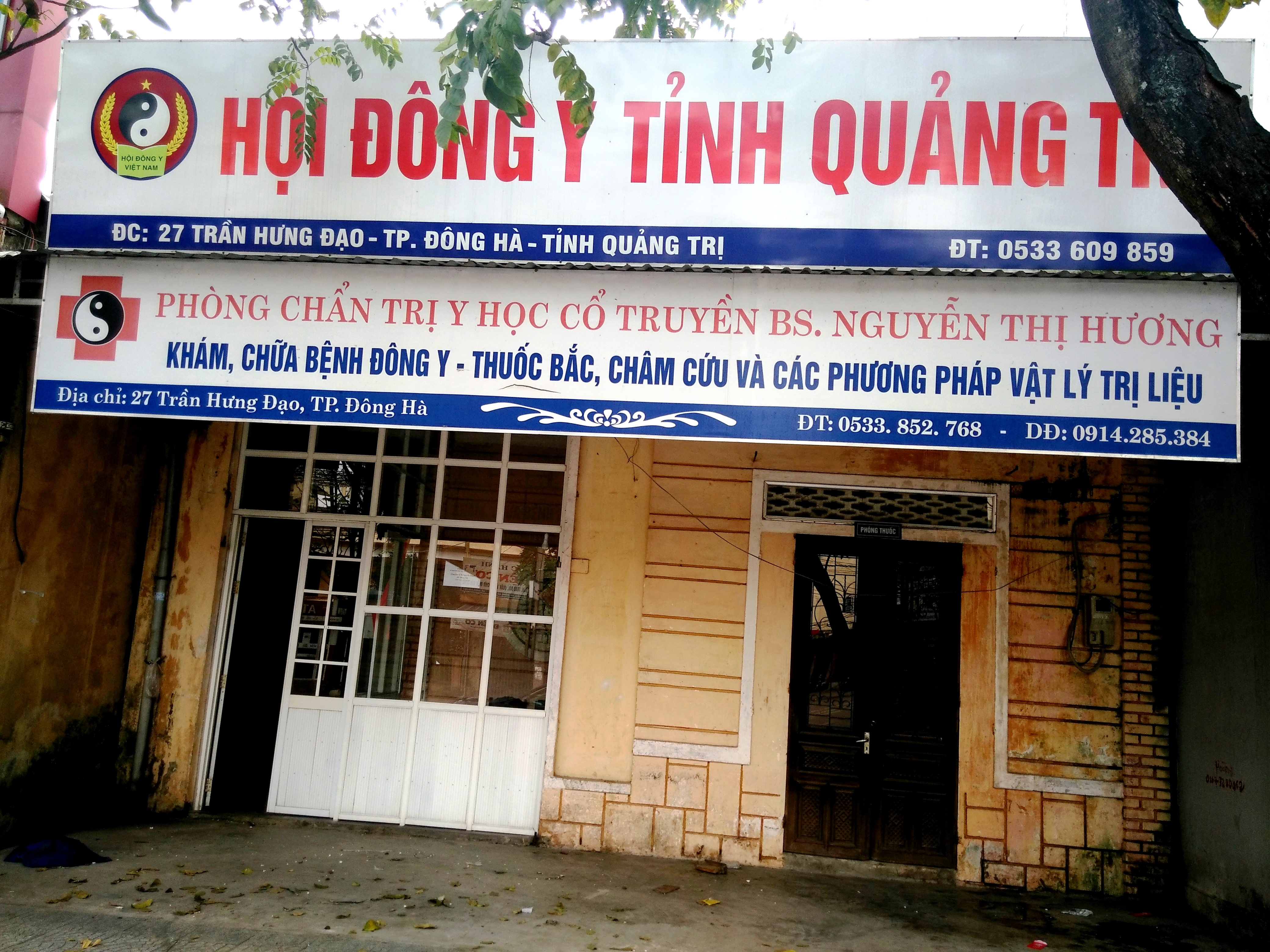
Hội Đông Y Quảng Trị - Một cơ sở của Hội đông y Việt Nam

Hội Đông y Việt Nam là tổ chức xã hội - nghề nghiệp của những người làm việc trong lĩnh vực Đông y, Đông Dược tại Việt Nam, bao gồm khám chữa bệnh bằng đông y, thừa kế, phát huy, phát triển, bảo tồn một bộ phận di sản văn hóa dân tộc. Hội Đông y Việt nam có vai trò nòng cốt trong phát triển nền Đông y Việt Nam . Hội có tên giao dịch quốc tế là Vietnam Orientally Traditional Medicine Association, viết tắt VOTMA .
Hội Đông y Việt Nam ra đời dựa trên việc Chủ tịch Hồ Chí Minh giao cho Bộ Nội vụ ban hành Nghị định số 337/NV-DC ngày 22 tháng 8 năm 1946 thành lập "Hội nghiên cứu Nam dược" tiền thân của Hội Đông y ngày nay, có tru sở tại số 75 Hàng Bồ, Hà Nội . Ngày nay Hội lấy ngày 22 tháng 8 là ngày truyền thống của Hội. Điều lệ Hội Đông y Việt Nam sửa đổi được Bộ Nội vụ phê duyệt tại Quyết định số 1425/QĐ-BNV 
ngày 27 tháng 5 năm 2016. Văn phòng Hội đặt tại số 19 phố Tông Đản, phường Tràng Tiền, quận Hoàn Kiếm, thành phố Hà Nội . Hội đông y được tổ chức thành cấp Trung ương và cấp tỉnh (Hội đông y tỉnh/thành phố Trung ương).